# ریوسوکه کیکوچی
ریوسوکه کیکوچی (انگلیسی: Ryosuke Kikuchi؛ زادهٔ ۱۱ مارس ۱۹۹۰) بازیکن بیس‌بال اهل ژاپن است.
وی در مسابقات کشوری و بین‌المللی در مجموع برندهٔ ۲ مدال طلا شده‌است.